# Darclée Patera
La Darclée Patera è una struttura geologica della superficie di Venere.